# Iván Silva
Iván Felipe Silva Morales (ur. 8 lutego 1996) – kubański judoka. Dwukrotny olimpijczyk. Zajął siedemnaste miejsce w Rio de Janeiro 2016 i Tokio 2020. Walczył w wadze półśredniej i średniej.
Wicemistrz świata w 2018, piąty w 2022 i 2023, siódmy w 2019; uczestnik zawodów w 2015, 2017, 2021 i 2024. Startował w Pucharze Świata w 2015, 2016, 2019 i 2023. Triumfator igrzysk panamerykańskich w 2019 i 2023; drugi w 2015. Medalista igrzysk Ameryki Środkowej i Karaibów w 2014 i 2018. Zdobył dziewięć medali na mistrzostwach panamerykańskich w latach 2014-2024. Trzeci na młodzieżowych igrzyskach olimpijskich z 2014 roku.

## Letnie Igrzyska Olimpijskie 2016
| Konkurencja | Eliminacje                    | Klas. końcowa |
| Konkurencja | Przeciwnik I                  | Miejsce       |
| ----------- | ----------------------------- | ------------- |
| 81 kg       | Awtandil Czrikiszwili (GEO) P | 17.           |

## Letnie Igrzyska Olimpijskie 2020
| Konkurencja | Eliminacje           | Klas. końcowa |
| Konkurencja | Przeciwnik I         | Miejsce       |
| ----------- | -------------------- | ------------- |
| 90 kg       | Mihael Žgank (TUR) P | 17.           |